# Skateland
För andra betydelser, se Skateland (olika betydelser).
Skateland var Sveriges första (avsiktligt) utomhusanlagda skatepark som hade en pool, pipe och bowl i betong. Parken var belägen i Västra Frölunda, Göteborg, mer exakt mellan Västerleden och Lergöksgatan 2, där det senare blev parkeringsplatser och kontorskomplex.

## Historia
I samband med att den andra skateboardvågen nådde Sverige från främst USA där det med start 1976 avsiktligt började anläggas skateboardparker i betong, inleddes byggandet av Skateland år 1978. Parken var färdig för invigning sommaren 1979.
Till en början fanns en avgift på 8 kronor i timmen, men denna försvann med tiden. Tanken var att under en femårsperiod bekosta byggnationen som vid invigning hade uppgått till en kostnad på cirka 750 000 kronor. Utöver sammanhängande pool, pipe och bowl i betong, utgjordes en del i parken av banks i asfalt: ett längre U-format och ett kortare, rakt, placerat däremellan. Dessa liknande emellertid inte alls den ursprungliga ritningen, där denna yta gått under beteckningen månlandskap.
Vidare fanns det i parken en större yta, enligt ritningarna, avsedd för höjdhopp och fristil, liksom två barackliknande byggnader vilka var placerade i riktning mot Lergöksgatan, där parkens entré låg. I den mindre av dessa baracker fanns två omklädningsrum och en verkstad. Parken inhägnades delvis av ett mer än två meter högt, grönt nätstängsel. I takt med parkens förfall försvann stängsel och baracker.
År 1993 revs parken.